# ألكسندر غالوشكين
ألكسندر غالوشكين هو محامي وعالم روسي معروف، دكتور في القانون وأستاذ، عضو مناوب في الأكاديمية الروسية للعلوم الطبيعية، وعضو في نقابة المحامين الدولية، ورابطة القانون الدولي، ونقابة المحامين في موسكو.

## مسيرته
بدأ حياته المهنية في القانون في عام 2005 كمحام شاب. عمل لعدد من المنظمات التجارية وغير الربحية والمنظمات الحكومية. وفي عام 2014 أصبح شريكا في مكتب محاماة موسكو.
هو مؤسس ومالك دار ألكسندر غالوشكين للنشر (Alexander Galushkin Publishing House).